# Memoriał Bronisława Idzikowskiego i Marka Czernego 1973
Memoriał im. Bronisława Idzikowskiego i Marka Czernego 1973 – 6. edycja turnieju w celu uczczenia pamięci polskiego żużlowca Bronisława Idzikowskiego i po raz pierwszy Marka Czernego, który odbył się dnia 28 października 1973 roku. Turniej wygrał Jan Mucha.

## Wyniki
- Częstochowa, 28 października 1973
- NCD: Jan Mucha i Czesław Goszczyński - po 73,80 w wyścigu 1, 5 i 7
- Sędzia: Czesław Trybuła

| Msc. | Zawodnik                 | Klub           | Pkt |             |  |
| ---- | ------------------------ | -------------- | --- | ----------- |  |
| 1    | (3) Jan Mucha            | Świętochłowice | 15  | (3,3,3,3,3) |  |
| 2    | (14) Henryk Barylski     | Częstochowa    | 12  | (3,3,2,3,1) |  |
| 3    | (6) Jerzy Bożyk          | Częstochowa    | 12  | (3,2,3,2,2) |  |
| 4    | (11) Jerzy Gryt          | Rybnik         | 12  | (2,2,2,3,3) |  |
| 5    | (4) Zbigniew Jąder       | Leszno         | 12  | (2,3,2,3,2) |  |
| 6    | (15) Konrad Libor        | Opole          | 10  | (2,1,3,1,3) |  |
| 7    | (9) Czesław Goszczyński  | Częstochowa    | 9   | (3,3,1,u,2) |  |
| 8    | (16) Antoni Fojcik       | Rybnik         | 7   | (1,1,u,2,3) |  |
| 9    | (13) Franciszek Stach    | Opole          | 7   | (0,2,3,1,1) |  |
| 10   | (2) Andrzej Tkocz        | Rybnik         | 5   | (1,0,1,2,1) |  |
| 11   | (10) Andrzej Pogorzelski | Leszno         | 5   | (0,1,1,1,2) |  |
| 12   | (7) Jacek Goerlitz       | Świętochłowice | 4   | (2,0,0,2,0) |  |
| 13   | (5) Jerzy Kowalczyk      | Częstochowa    | 4   | (1,1,2,0,0) |  |
| 14   | (12) Antoni Wieczorek    | Świętochłowice | 4   | (1,2,w,1,0) |  |
| 15   | (8) Grzegorz Szczepanik  | Rybnik         | 1   | (0,0,0,0,1) |  |
| 16   | (1) Andrzej Jurczyński   | Częstochowa    | 0   | (u)         |  |
|      | rez. Marek Nabiałek      | Częstochowa    |     | (0,1,u,0)   |  |

Bieg po biegu
1. [73,80] Mucha, Jąder, Tkocz, Jurczyński
2. [74,20] Bożyk, Goerlitz, Kowalczyk, Szczepanik
3. [74,20] Goszczyński, Gryt, Wieczorek, Pogorzelski
4. [74,20] Barylski, Libor, Fojcik, Stach
5. [73,80] Goszczyński, Stach, Kowalczyk, Nabiałek Nabiałek za Jurczyńskiego
6. [74,50] Barylski, Bożyk, Pogorzelski, Tkocz
7. [73,80] Mucha, Gryt, Libor, Goerlitz
8. [75,70] Jąder, Wieczorek, Fojcik, Szczepanik
9. [75,60] Bożyk, Gryt, Nabiałek, Fojcik Nabiałek za Jurczyńskiego
10. [76,60] Libor, Kowalczyk, Tkocz, Wieczorek
11. [74,40] Mucha, Barylski, Goszczyński, Szczepanik
12. [75,20] Stach, Jąder, Pogorzelski, Goerlitz
13. [75,80] Barylski, Goerlitz, Wieczorek, Nabiałek Nabiałek za Jurczyńskiego
14. [75,70] Gryt, Tkocz, Stach, Szczepanik
15. [75,20] Mucha, Fojcik, Pogorzelski, Kowalczyk
16. [75,40] Jąder, Bożyk, Libor, Goszczyński
17. [75,80] Libor, Pogorzelski, Szczepanik, Nabiałek Nabiałek za Jurczyńskiego
18. [75,80] Fojcik, Goszczyński, Tkocz, Goerlitz
19. [75,80] Mucha, Bożyk, Stach, Wieczorek
20. [75,60] Gryt, Jąder, Barylski, Kowalczyk